# Navshakti
Navshakti is een Marathi-dagblad, dat uitkomt in de Indiase deelstaat Maharashtra. De krant werd opgericht door journalist S. Sadanand. De broadsheet komt uit in een oplage van zo'n 84.000 exemplaren (2012). De krant is gevestigd in Mumbai.
In de krant verscheen wekelijks een column over misdaad van Pramod Navalkar, "Bhatkyachi Bhramanti" ("Reis van een zwerver"). Deze column bestond 52 jaar en kreeg daarmee een vermelding in het Guinness World Records-boek. 